# Долідзе Ісидор Самсонович
Ісидор Самсонович Долідзе (5 квітня 1915, село Меріа або село Хварбеті Озургетського повіту Кутаїської губернії, тепер Озургетський муніципалітет, мхаре Гурія, Грузія — 17 липня 1982, місто Тбілісі, тепер Грузія) — грузинський радянський державний діяч, секретар ЦК КП Грузії, голова Верховного суду Грузинської РСР. Член ЦК КП Грузії. Депутат Верховної ради Грузинської РСР. Депутат Верховної ради СРСР 5-го скликання. Кандидат юридичних наук (1941), доктор юридичних наук (1957), професор (1958), академік Академії наук Грузинської РСР (1960).

## Життєпис
Народився в родині бідного селянина. У 1930 році закінчив неповну середню школу села Меріа. У 1930—1933 роках навчався в Батумському будівельному училищі.
У 1933—1936 роках — студент юридичного факультету Тифліського державного університету імені Сталіна. У 1936 році продовжив навчання в Московському юридичному інституті, потім перевівся в Свердловський юридичний інститут, який закінчив у 1938 році. У 1938—1941 роках — аспірант Всесоюзного інституту юридичних наук у Москві.
Член ВКП(б) з 1939 року.
З 1941 року викладав у Тбіліському державному університеті імені Сталіна, читав лекції з історії держави і права у Всесоюзній юридичній академії, займався партійно-пропагандистською роботою. 
У 1942—1944 роках — завідувач культурно-освітнього сектору ЦК КП(б) Грузії. З 1944 до 1945 року перебував на керівній роботі в Міністерстві закордонних справ Грузинської РСР. У 1946—1947 роках — співробітник посольства СРСР у Великій Британії (Лондон).
У травні 1947 — грудні 1948 року — декан юридичного факультету та завідувач кафедри радянського державного права Тбіліського державного університету імені Сталіна.
31 грудня 1948 — 15 листопада 1952 року — начальник Управління у справах мистецтв при Раді міністрів Грузинської РСР.
У 1952—1953 роках — завідувач кафедри радянського державного права Тбіліського державного університету імені Сталіна.
29 травня 1954 — травень 1957 року — голова Верховного суду Грузинської РСР.
29 травня 1957 — 28 квітня 1960 року — секретар ЦК КП Грузії.
У 1960—1966 роках — віцепрезидент Академії наук Грузинської РСР. З 1960 до 1966 року на громадських засадах виконував обов'язки голови Республіканської ради народних університетів культури Грузинської РСР.
З 1967 року — завідувач відділу історії грузинського права Інституту економіки і права Академії наук Грузинської РСР.
Основна сфера досліджень — історія та розвиток феодального права в Грузії. Автор праць «Пам'ятки раннього феодального права» (Тбілісі, 1950), «Давньогрузинське право» (Тбілісі, 1953), «Судебник Бека та Агбуга» (текст та вступ) (Тбілісі, 1961), «Середньовічне право: Збірник документів» (упорядник та коментарі) (Тбілісі, 1962), «Пам'ятки грузинського права. Т. 1. Збірник законів Вахтанга VI» (підготовка тексту, дослідження та словник). (Тбілісі, 1963).
Помер 17 липня 1982 року в Тбілісі.

## Нагороди
- орден Трудового Червоного Прапора (1950)
- орден «Знак Пошани»
- медалі
- Заслужений діяч науки Грузинської РСР (1965)